# 33100 Udine
33100 Udine este un asteroid din centura principală de asteroizi.

## Descriere
33100 Udine este un asteroid din centura principală de asteroizi. A fost descoperit pe 28 decembrie 1997 la observatorul astronomic din Farra d'Isonzo. Asteroidul prezintă o orbită caracterizată de o semiaxă mare de 2,33 ua, o excentricitate de 0,06 și o înclinație de 6,8° în raport cu ecliptica.